# Home Alone (игра)
Home Alone (с англ. — «Один дома») — мультиплатформенная видеоигра в жанре action. Является первой частью трилогии игр о приключениях Кевина Маккалистера. Основывается на фильме «Один дома» 1990 года.

## Сюжет
Кевин Маккаллистер случайно остаётся один дома, а его семья уезжает в Париж. В это время бандиты Гарри и Марвин собираются обокрасть как можно больше домов в округе; они решают начать с дома Маккалистеров. Кевин должен помешать им.
Сюжет игр, несмотря на сходную тематику, неодинаков и отличается у разных версий. Например, в версиях для карманной консоли Game Boy, а также игровых платформ NES и SNES герой защищает от бандитов только дом Маккалистеров, дожидаясь приезда полиции, в то время как в версиях для Sega он должен таким же образом защитить несколько домов, включая собственный.

## Игровой процесс
Различные версии игры также отличаются друг от друга по геймплею.

### SNES
В версии игры для SNES задача главного героя сводится к тому, чтобы добраться до безопасной комнаты в подвале и спрятать там ценности семьи от злоумышленников. По пути Кевину встречаются препятствия в виде крыс, летучих мышей и призраков. В финале игры придётся сразиться с боссом.

### PC
У персонажа «Один дома» для ПК есть час игрового времени (около пяти минут реального времени), чтобы защититься от бандитов. Для этого ему необходимо расставить ловушки по всему периметру своего дома. В качестве ловушек используются бытовые принадлежности, игрушки, спортивный инвентарь, а также тарантул старшего брата Кевина. По истечении указанного времени герою нужно перемещаться по дому, заманивая грабителей в ловушки. Каждая ловушка срабатывает только один раз. После получения значительного урона злоумышленники прекращают преследование Кевина. По подсчетам, злодеям нужно наступить примерно на десять ловушек, чтобы выйти из строя. Если кому-либо из грабителей удаётся поймать героя, игра считается проигранной.

### NES
Основная цель игры, выпущенной для NES, — дождаться ареста злоумышленников и не быть пойманным ими. Бандиты будут пытаться схватить Кевина. Чтобы убежать от врагов, герой должен расставлять ловушки в доме и во дворе. Для ловушек протагонист может использовать предметы, разбросанные по дому. Ловушки останавливают злодеев на 10 секунд в первые 10 минут игры и на 5 секунд во вторые 10 минут. Допускается убегать от воров, а также прятаться за предметами мебели. Следует учитывать, что лестница существенно замедляет передвижение персонажа, а прятаться за мебелью не получится слишком долго — бандиты вскоре найдут Кевина.

### Sega Megadrive/Genesis, Sega Game Gear
Кевин должен защитить дома в округе от бандитов, которые собираются последовательно ограбить каждый дом.
Графически игра построена по двум принципам — вертикального скроллинга (улица) и изометрической проекции (внутри зданий) и разделена на несколько уровней-домов.
Основная цель игры — не дать бандитам вынести все ценные вещи из домов, до тех пор пока не приедет вызванный Кевином полицейский патруль. Защищать дома нужно в течение определённого времени (от 20 до 40 минут, в зависимости от сложности). При этом герою нужно не быть пойманным бандитами.
Количество украденных вещей отображается специальным индикатором; игроку нужно не дать последнему заполниться. Обокрав дом, бандиты устраивают там «наводнение» и переходят к следующему. Если бандитам удастся обокрасть все дома, игра будет проиграна.
Чтобы противостоять противникам, персонаж собирает различные предметы, которые можно комбинировать между собой, создавая «оружие», а также увеличивая его мощность. Стандартное оружие, выдающееся в начале игры — игрушечный пистолет (так называемый BB gun); это наиболее слабое оружие. В дальнейшем становятся доступны «гранатомёт», «винтовка», «миномёт» и др., которые различаются по мощности и дальности выстрела. Каждый вид «оружия» использует ограниченный боезапас, который можно пополнить, отыскав специальный предмет.
Также Кевин может, проникнув в дом раньше, чем это сделают бандиты, расставить «ловушки», в которые могут попасться противники.
Бандиты обладают некоторым запасом здоровья, который уменьшается при применении Кевином «оружия», а также при попадании в «ловушки»; после того, как запас здоровья обоих бандитов истечёт, дом считается защищённым. У Кевина нет уровня здоровья; однако если бандиты ловят его, он некоторое время не может участвовать в игре.
Бандиты передвигаются от дома к дому на фургоне, а Кевин — на санках.

### Game Boy
Версия игры для Game Boy очень похожа на версию для SNES. В ней Кевин не вступает в открытую борьбу с грабителями. Его задача — уберечь имущество. Для этого он собирает такие ценности, как ювелирные украшения, игрушки, электронику и домашних животных, чтобы спрятать их. Некоторые предметы могут быть использованы в качестве ловушек. Всего в игре четыре уровня, в конце каждого из них игрок сталкивается с боссом, причем финальный босс — сами бандиты.

## Оценки
| Иноязычные издания | Иноязычные издания | Иноязычные издания | Иноязычные издания |
| Издание            | Оценка             | Оценка             | Оценка             |
| Издание            | Master System      | Mega Drive         | SGG                |
| ------------------ | ------------------ | ------------------ | ------------------ |
| Mega               | N/A                | 24 %               | N/A                |
| MegaTech           | N/A                | 65 %               | N/A                |
| Sega Master Force  | 61 %               | N/A                | 63 %               |

Игра получила прохладные отзывы критиков.